# Ermetzhofen
Ermetzhofen (fränkisch: Ärmadshoufa) ist ein Gemeindeteil der Gemeinde Ergersheim im Landkreis Neustadt an der Aisch-Bad Windsheim (Mittelfranken, Bayern). Die Gemarkung Ermetzhofen hat eine Fläche von 5,848 km². Sie ist in 573 Flurstücke aufgeteilt, die eine durchschnittliche Fläche von 10206,49 m² haben. In ihr liegen neben dem namensgebenden Ort die Gemeindeteile Kellermühle und Obermühle.

## Lage
Das Pfarrdorf liegt an der Sauerbrunnenquelle und der Weidenbrunnenquelle. Hier ist der Ursprung der Rannach, die durch den im Tal gelegenen Ort fließt. Die Kreisstraße NEA 31 führt zu einer Anschlussstelle der Bundesstraße 13 bei Neuherberg (1,2 km nördlich) bzw. nach Mörlbach (2,7 km südlich). Gemeindeverbindungsstraßen führen zur B 13 bei Obermühle (0,9 km nordöstlich) und nach Bergtshofen (1,9 km südöstlich).

## Geschichte
In einer Urkunde, die zwischen 1190 und 1213 entstand, wurde ein „Ulricus de Erbresteshoven“ genannt. Dies ist zugleich die erste Erwähnung des Ortes. Das Bestimmungswort des Ortsnamens ist Erenbreht, der Personenname des Siedlungsgründers. Aus einer Urkunde von 1288 geht hervor, das Ermetzhofen ein Ausgründung von Ergersheim war.
Gegen Ende des 18. Jahrhunderts gab es in Ermetzhofen 48 Anwesen. Das Hochgericht übte das ansbachische Oberamt Uffenheim aus. Das Kasten- und Stadtvogteiamt Uffenheim war Grundherr von 22 Anwesen. Von 1797 bis 1808 unterstand Ermetzhofen dem preußischen Justiz- und Kammeramt Uffenheim.
1806 kam der Ort an das Königreich Bayern. Mit dem Gemeindeedikt (frühes 19. Jahrhundert) wurde der Steuerdistrikt Ermetzhofen gebildet. Zu diesem gehörten Custenlohr, Kellermühle, Neuherberg und Obermühle gehörten. Wenig später entstand die Ruralgemeinde Ermetzhofen, zu der Kellermühle und Obermühle gehörten. Sie war in Verwaltung und Gerichtsbarkeit dem Landgericht Uffenheim zugeordnet und in der Finanzverwaltung dem Rentamt Uffenheim (1919 in Finanzamt Uffenheim umbenannt). Ab 1862 war das Bezirksamt Uffenheim für die Verwaltung der Gemeinde zuständig (1939 in Landkreis Uffenheim umbenannt). Die Gerichtsbarkeit blieb beim Landgericht Uffenheim (1879 in Amtsgericht Uffenheim umbenannt), seit 1973 ist das Amtsgericht Neustadt an der Aisch zuständig. Die Gemeinde hatte 1964 eine Gebietsfläche von 5,854 km². Am 1. Januar 1972 wurden die Gemeinden Neuherberg und Seenheim im Zuge der Gebietsreform in Bayern nach Ermetzhofen eingegliedert. Am 1. Januar 1974 wurde diese nach Ergersheim eingegliedert.

## Baudenkmäler
In Ergersheim gibt es fünf Baudenkmäler:
- Haus Nr. 80: evangelisch-lutherische Pfarrkirche Heiligkreuz
- Haus Nr. 82: Pfarrhaus
- Haus Nr. 85: Wohnhaus
- Haus Nr. 93: Relief
- Jüdischer Friedhof am südlichen Ortsausgang

ehemalige Baudenkmäler
- Haus Nr. 8: nur zwei Nebengebäude erhalten; Schweinestall mit Holzlege unter Pultdach und kleine Fachwerkscheuer, daran Steintafel mit Jahreszahl 1795[18]
- Haus Nr. 27: am erneuerten Haus schöne zweiflügelige Haustür mit Messingbeschlägen, gegen Mitte des 19. Jahrhunderts – zugehörig kleine Fachwerkscheune, auf einer Inschrifttafel bezeichnet „Johann Nikolaus Gerber Anno 1774“[18]
- Haus Nr. 40: eingeschossiges Wohnstallhaus, erste Hälfte des 19. Jahrhunderts in konstruktivem Fachwerk; Stallteil ausgebaut[18]
- Haus Nr. 46: Gasthaus „Schwarzer Adler“; zweigeschossiger Massivbau mit Walmdach, über der Haustür Inschrift „Joh:Wolfg:Dehner:1846“[18]
- Haus Nr. 49: ehemalige Wagnerei; kleines eingeschossiges Wohnstallhaus, über der Tür Jahreszahl 1803[18]
- Brechhaus; kleiner Massivbau des 18./19. Jahrhunderts mit Resten der alten Ausstattung, wie Steintisch, Feuerstelle und in die Wand eingelassenem, steinernen Wasserbecken[18]
- Kellerhäuschen an der Straße nach Mörlbach, Fachwerkobergeschoss auf massivem Unterbau; über der Tür bezeichnet „Johann Wolfgang Dehner 1850“[18]

### Einwohnerentwicklung
Gemeinde Ermetzhofen
| Jahr      | 1818   | 1840   | 1852   | 1855   | 1861   | 1867   | 1871   | 1875   | 1880   | 1885   | 1890   | 1895   | 1900   | 1905   | 1910   | 1919   | 1925   | 1933   | 1939   | 1946   | 1950   | 1952   | 1961   | 1970   |
| Einwohner | 317    | 345    | 357    | 348    | 353    | 408    | 409    | 390    | 422    | 453    | 437    | 445    | 423    | 407    | 370    | 381    | 370    | 345    | 302    | 480    | 515    | 473    | 342    | 331    |
| Häuser    | 63     | 58     |        |        |        |        | 69     |        |        | 73     | 73     |        | 79     |        |        |        | 74     |        |        |        | 82     |        | 79     |        |
| Quelle    | [ 11 ] | [ 20 ] | [ 21 ] | [ 21 ] | [ 22 ] | [ 23 ] | [ 24 ] | [ 25 ] | [ 26 ] | [ 27 ] | [ 28 ] | [ 21 ] | [ 29 ] | [ 21 ] | [ 30 ] | [ 21 ] | [ 31 ] | [ 21 ] | [ 21 ] | [ 21 ] | [ 32 ] | [ 21 ] | [ 13 ] | [ 33 ] |

Ort Ermetzhofen
| Jahr      | 001818 | 001840 | 001861 | 001871 | 001885 | 001900 | 001925 | 001950 | 001961 | 001970 | 001987 |
| Einwohner | 309    | 329    | 339    | 397    | 443    | 412    | 356    | 497    | 328    | 317    | 274    |
| Häuser    | 61     | 56     |        |        | 71     | 77     | 72     | 79     | 77     |        | 84     |
| Quelle    | [ 11 ] | [ 20 ] | [ 22 ] | [ 24 ] | [ 27 ] | [ 29 ] | [ 31 ] | [ 32 ] | [ 13 ] | [ 33 ] | [ 1 ]  |

## Religion
Der Ort ist Sitz der Pfarrei Heilig Kreuz und seit der Reformation evangelisch-lutherisch geprägt.

## Söhne und Töchter des Dorfes
- Henriette Feuerbach, geb. Heydenreich, am 13. August 1812 in Ermetzhofen als Tochter des Pfarrers Johann Alexander Heydenreich und seiner Ehefrau Christina Friederika geb. Freudel geboren, am 5. August 1892 in Ansbach verstorben, war die Stiefmutter, Agentin und Förderin des Malers Anselm Feuerbach, der  zu den bedeutendsten deutschen Malern der zweiten Hälfte des 19. Jahrhunderts zählt.

## Sonstiges
- Im Juli findet das Knauf-Brillantfeuerwerk „See in Flammen“ zum Seefest des Feuerwehrvereins Ermetzhofen e. V. statt.